# Dzięciołek Woody – nowe przygody
Dzięciołek Woody – nowe przygody (ang. The New Woody Woodpecker Show, 1999-2002) – amerykański serial animowany stworzony przez wytwórnię Universal Studios na podstawie klasycznych kreskówek z serii Woody Woodpecker. Głównymi bohaterami serialu są Dzięcioł Woody, jego najlepsza przyjaciółka Winnie, siostrzeńcy Knothead i Splinter, mors Wally, pani Meany, sęp Buzz Buzzard i jego pomocnik Tweaky de Lackey, pingwinek Chilly Willy, brązowy miś polarny Smedley i inne postacie. Serial liczy 53 odcinki, a każdy odcinek zawiera 3 kreskówki.
W Polsce ten serial dawniej można było oglądać wyłącznie na kasetach VHS z polskim lektorem, wydanych przez Imperial Entertainment. Na podstawie tej kreskówki powstały 3 gry komputerowe takie jak: Woody Woodpecker Racing, Woody Woodpecker: Escape from Buzz Buzzard Park oraz Woody Woodpecker in Crazy Castle 5.
Serial został wyprodukowany przez Universal Animation Studios dla kanału Fox Kids.

## Główni bohaterowie
- Woody Woodpecker – kluczowa postać w serialu. Jest niebiesko-czerwonym dzięciołem, który specjalizuje się w lenistwie, grze w golfa i oglądaniu telewizji. W serialu jest z pochodzenia Szkotem. Wydaje z siebie charakterystyczny śmiech. Głosu użyczył mu Billy West.
- Winnie Woodpecker – najlepsza przyjaciółka Woody’ego. Jest bardzo do niego podobna, z tą różnicą, że jest przeciwnej płci, nosi spódniczkę, ma grzywkę w inną stronę i charakterystyczne rzęsy. Lubi ruch i naukę. Bardzo rozsądna. Głosu użyczyła jej B.J. Ward.
- Chilly Willy – słodki pingwinek, który często łowi ryby. Mieszka na Antarktydzie i nie należy do zbyt gadatliwych. Głosu użyczył mu Frank Welker.

## Pozostali bohaterowie
- Wally Walrus – mors, sąsiad Woody’ego. Nie darzy sąsiada zbytnią sympatią (z wzajemnością). Z pochodzenia jest Szwedem – mówi z charakterystycznym akcentem i uwielbia szwedzkie kulki mięsne.
- Pani Meanie – właścicielka trawnika, na którym znajduje się drzewo Woody’ego. Jest bardzo złośliwa i gdy ją ktoś rozłości, temu biada. Nie panuje nad emocjami, tak więc łatwo wyprowadzić ją z równowagi. Nie przepada też za Woodym, który często doprowadza ją do szału. Ma bardzo duży nos.
- Knothead i Splinter – siostrzeniec i siostrzenica Woody’ego. Są małymi dzięciołkami. Lubią spędzać czas ze swoim wujem.
- Buzz Buzzard – czarny myszołów, który w serialu odgrywa negatywną rolę. Prowadzi drobną działalność przestępczą. Za każdym razem usiłuje wykiwać Woody’ego i Winnie. Ma pomocnika Tweakeygo.
- Tweakey – mały pomocnik Buzza. Jest bardzo niezdarny i potrafi się wygadać.
- Gabby Gator – wiejski krokodyl, który za każdym razem próbuje zjeść Woody’ego.
- Smedley – brązowy niedźwiedź polarny. Mieszka na Antarktydzie razem z Chillym.
- Doktor Doug Nutts – miejscowy lekarz. Często pomaga Woody'emu.
- Facet z telewizji – Woody często widuje go przez ekran telewizora.
- Borsuk – śmierdzący, zapchlony borsuk. Ma ostre, zepsute zęby i często mówi charakterystyczne Hiya, buddy (Cześć, kolego).

## Postacie epizodyczne
- Karaluch – mały karaluch. Pojawił się w odcinku Brother Cockroach. Pojawia się w domu Woody’ego, po czym szuka dobrze płatnej pracy.
- Policjant – oficer policji. Pojawia się w odcinku Baby Buzzard, w którym aresztuje Buzza.
- Kapitan – nieumarły kapitan statku duchów. Pojawia się w odcinku Woody's Ship of Ghouls. Jest nieugiętym piratem.
- Piraci – piraci z odcinka Woody's Ship of Ghouls. W rzeczywistości są duchami. Nie należą do zbyt bystrych. Wśród nich są dwaj o imionach Okey i Cokey.
- Thompson – jeden z piratów-duchów. Pojawia się w odcinku Woody's Ship of Ghouls. Nie zdążył wejść na pokład statku.
- Matka Natura – pojawia się w odcinkach Woody & the Termite oraz Teacher's Pet. Jest dobrą wróżką, która rozkazała Woody'emu zrobić mnóstwo dziupli w drzewach.
- Termit – nieznośny termit. Pojawia się w odcinku Woody & the Termite. Woody wziął go od Doktora Dog Nutts'a, aby zrobił za niego mnóstwo dziupli w drzewach. Niestety, termit ten posunął się zbyt daleko...
- Ojciec Woody’ego – jest niskim dzięciołem szkockiego pochodzenia oraz ojcem Woody’ego. Pojawia się w odcinku Father's Day, w którym to Woody zabiera go na grę w golfa z okazji Dnia Ojca. Nosi szkocką czapkę i kilt. Nie jest jednak ryzykantem – nosi slipy pod kiltem. Podobnie jak syn, uwielbia grać w golfa.
- Nutwinck i Rutty – dwa małe gofry, które w odcinku Gopher-it przeszkadzały Woody'emu w grze w golfa.
- Mama gofrów – mama Nutwincka i Rutty'ego. Pojawia się w odcinku Gopher-it.
- Profesor Birdhound – naukowiec specjalizujący się w badaniu ptaków. Pojawia się w odcinku Birdhounded. Jest szarym psem.
- Bander-Hausen-Hosen-Flausen – pilot dający lekcje latania samolotem. Pojawia się w odcinku Crash Course. Nie lubi, kiedy nazywa się go Susan.
- Nash i Lash – sprzedawcy w sklepie  Cash 'n Dash. Nie są zbyt inteligentni i chyba są uzależnieni od kawy. Pojawiają się w odcinku Automatic Woody.
- Pies Pani Meanie – mały, biały nowy piesek pani Meanie. Pojawia się w odcinku K – 9, Woody – 0. Nie lubi Woody’ego, za to uwielbia Wally'ego. Nie wolno jeść mu nic między posiłkami.
- Jaskiniowy Dzięcioł – pojawia się w odcinku Wild Woodpecker. Jest pradawnym, dzikim dzięciołem. Nie potrafi się zachować i lubi używać swojej maczugi. Woody przez przypadek znalazł go zamarzniętego w bryle lodu.
- Pani Hipopotam – pojawia się w odcinku Wild Woodpecker. Najwyraźniej jest bogata i szybko zaprzyjaźniła się z prehistorycznym dzięciołem. Zna też Woody’ego.
- Kontroler – pojawia się w odcinku Wild Woodpecker. Jest prosiakiem.
- Sędzia – sędzia, który pojawia się w odcinku Painfaker. Jest bulldogiem.
- Kret – pojawia się w odcinku Painfaker. Miał za zadanie trzymać oko na Wally'ego, gdy ten będzie się opiekował „poszkodowanym” Woodym.
- Panie – pojawiają się w odcinku Bad Hair Day. Były klientkami w salonie fryzjerskim Winnie, jednak Buzz oszukał je, zatrudniając się u Winnie i niszcząc im włosy.
- Ślicznotki – pojawiają się w odcinku Bad Weather. Woody zaprosił je na swoją imprezę nad basenem.
- Kura – pojawia się w odcinku Chicken Woody. Zniosła sto jaj, po czym Meanie miała zamiar przerobić ją na pasztet, podobnie jak inne kury.
- Kury – znosiły jaja w zakładzie Meanie, licząc na wypuszczenie ich darmo. Pojawiają się w odcinku Chicken Woody.
- Carl Castaway – pojawia się w odcinku Woody The Survivor. Jest prowadzącym programu pt. Ekstremalna wyspa.
- Hinga – pojawia się po raz pierwszy w odcinku Farnkenwoody jako lisica, w której zakochał się Doktor Wallystein. Później pojawia się w odcinku Infrequent Flyer, jednak tym razem jako człowiek i niemiecka stewardesa.
- Gospodarz – prowadzący programu Najstraszniejsze Wakacje Świata. Razem ze swoim pomocnikiem Iggym miał zamiar przestraszyć Woody’ego i Winnie, aby przegrali program, jednak ci go przechytrzyli. Pojawia się w ostatnim odcinku pt. I Know What You Did Last Night.
- Iggy – pomocnik gospodarza programu Najstraszniejsze Wakacje Świata. Pojawia się w odcinku I Know What You Did Last Night, w którym próbował nastraszyć Woody’ego i Winnie.
- Trzy robaki – trójka robaków, których Chilly miał zamiar użyć jako przynętę w odcinku Bait & Hook, jednak uciekły mu.
- Staruszek przewodnik – pojawia się w odcinku Woody Watcher. Oprowadzał grupę staruszków, którzy, podobnie jak on, chcieli sfotografować rzadki gatunek dzięcioła.
- Staruszkowie – uczestnicy wyprawy z odcinka Woody Watcher. Mieli zamiar sfotografować rzadkiego dzięcioła.
- Samica rzadkiego dzięcioła – pojawia się w odcinku Woody Watcher. Jest bardzo rzadkim gatunkiem. Z wyglądu przypomina Woody’ego i z tego powodu zakochała się w nim. Ma długą szyję, różowe plamki na głowie i bardzo wysoko skacze.
- Szef remizy strażackiej – pojawia się w odcinku Firehouse Woody. Dowodzi w remizie strażackiej.
- Strażak – pojawia się w odcinku Firehouse Woody. Jest zwariowanym orłem.
- Nauczyciel – pojawia się w odcinku Teacher's Pet. Jest wykształconym dzięciołem, który miał uczyć Woody’ego.
- Ogromna kura – pojawia się w odcinku Attila the Hen. Dała Woody'emu w kość, gdy ten usiłował zabrać jej mistrzowskie jaja.
- Właściciel ogromnej kury – pojawia się w odcinku Attila the Hen. Jest wiejską ropuchą, która wpuściła Woody’ego do swej ogromnej kury za jego pieniądze.
- Producent filmowy – pojawia się w odcinku Hooray of Holly-Woody. Chciał, żeby Woody występował w jego filmach, jednak ten nie zgodził się.
- Elegancki dzięcioł – pojawia się w odcinku Eenie, Meany, Out You Go!, w którym to zajął miejsce Woody’ego w domu pani Meany.
- Jennie – siostrzenica pani Meany. Pojawia się w odcinku Niece and Quiet. Woody miał za zadanie pomóc jej znaleźć talent, jakim okazało się niewiarygodnie głośne krzyczenie.
- Angoo – sprzedawca hot dogów. Pojawia się w pierwszym odcinku pt. Wiener Wars. Woody był jego stałym klientem, ale Angoo musiał niestety zwinąć interes z powodu dużej konkurencji ze strony Wally'ego. Tak więc Woody kupuje jego wózek...
- Kucharz – pojawia się w odcinku The Fabulous Foodbox by Scamco. Woody chciał najeść się u niego za 5 dolarów, jednak ten zamknął mu drzwi przed samym dziobem, gdyż wszystkie stoliki były zajęte. Później odwdzięcza mu się darmową wałówką w zamian za uratowanie jego restauracji przed spustoszeniem.
- Dwa prosiaki – pojawiają się w odcinku Father's Day, w którym to grały w golfa. Później jeden z nich spuszcza Woody'emu łomot za to, że niechcący trafił w niego piłeczką.
- Szkoci – pojawiają się w odcinku Party Animal. Woody zaprosił ich do siebie na wspólne granie na dudach (bez zgody pani Meany).
- Muzykalne termity – trzy małe termity, które strasznie hałasują swymi piosenkami. Woody zamówił je w odcinku Party Animal, by zrobić na złość pani Meany.
- Doktor – pojawia się w odcinku That Healing Feeling. Meanie wyrzuciła go ze swojego domu gdy była chora, ponieważ ją zdenerwował. Jest gruby, nosi torbę lekarską, niebieski garnitur i melonik.

## Odcinki
- Serial liczy 3 serie: pierwsza – 24 odcinki, druga – 16 odcinków i trzecia – 13 odcinków. Każdy odcinek zawiera trzy historie.

Seria pierwsza
- 1. Wiener Wars / Electric Chilly / Woody & The Termite
- 2. Fake Vacation / Medical Winnie Pig / Cable Ace
- 3. Temper, Temper / A Classic Chilly Cartoon / Crash Course
- 4. Woody's Ship of Ghouls / Bad Hair Day / Downsized Woody
- 5. Ya Gonna Eat That? / Chilly & Hungry / Brother Cockroach
- 6. Father's Day / Camp Buzzard / He Wouldn't Woody
- 7. Wally's Royal Riot / Mexican Chilly / Sleepwalking Woody
- 8. Pinheads / The Chilly Show / Silent Treatment
- 9. Over the Top / Chilly & the Fur-Bearing Trout / Painfaker
- 10. Tee Time / S & K Files / Goldiggers
- 11. Mirage Barrage / Queen of De-Nile / Party Animal
- 12. K-9, Woody-O / Ready for My Close-Up, Mr. Walrus / Gopher-It
- 13. Spy-Guy / Ye Olde Knothead and Splinter / Life in the Pass Lane
- 14. Signed, Sealed, Delivered / Out to Launch / Spa-Spa Blacksheep
- 15. Pecking Order / Chilly on Ice / Just Say Uncle
- 16. The Contender / Snow Way Out / Hospital Hi-Jinx
- 17. Dr. Buzzard's Time Chamber / Winnie P.I. / Foiled in Oil
- 18. Aunt Pecky / Terror Tots / Carney Con
- 19. A Very Woody Christmas / It's a Chilly Christmas After All / Yule Get Yours
- 20. Meany Side of the Street / Chilly to Go / Ant Rant
- 21. Bavariannoying / Kitchen Magician / Cheap Seats Woody
- 22. Woody Watcher / Chilly Dog / Beach Nuts
- 23. Stuck on You / Freeze Dried Chilly / That Healing Feeling
- 24. Baby Buzzard / Bait & Hook / Bad Weather

Seria druga
- 1. Automatic Woody / Zoom-a to Montezooma / Chicken Woody
- 2. Bonus Round Woody / Winnie at the Ball / Date with Destiny
- 3. Woody's Roommate / Winnie's New Car / Whistle Stop Woody
- 4. Lap It Up / Swiss Family Buzzard / Getting Comfortable
- 5. Sync or Swim / Armed Chilly / Difficult Delivery
- 6. Cabin Fever / Everybody's a Critic / Hide and Seek
- 7. The Ice Rage / Endangered Chilly / Attila the Hen
- 8. Frankenwoody / The Meany Witch Project / Fright Movie Woody
- 9. This Seat's Taken / Cajun Chilly / Out of Line
- 10. Inn Trouble / Wishful Thinking / Trail Ride Woody
- 11. Super Woody / Skating By / Be a Sport
- 12. Like Father, Unlike Son / A Chilly Spy / Country Fair Clam-ity
- 13. Eenie, Meany, Out You Go! / Stage Fright / Gone Fishin'
- 14. Teacher's Pet / Dirty Derby / Hooray for Holly-Woody
- 15. Cyrano-De Woody Woodpecker / Chilly Lilly / Meany's Date Bait
- 16. The Twelve Lies of Christmas

Seria trzecia
- 1. Woodsy Woody / Chilly Solar Wars / Cue the Pool Shark
- 2. Couples Therapy / Chilly Blue Yonder / Hiccup-Ed
- 3. Crouching Meany, Hidden Woodpecker / A Chilly Party Crasher / Junk Funk
- 4. Two Woodys, No Waiting / A Chilly Amusement Park / Born to Be Woody
- 5. Mechanical Meany / A Chilly Furnace / Homerun Woody
- 6. Spring Cleaning / A Chilly B-B-Q / Tire Tyrant
- 7. The Fabulous Foodbox by Scamco / A Chilly Hockey Star / Corn Fed Up
- 8. Infrequent Flyer / A Chilly Cold & Flu Season / Moto-Double Cross
- 9. Wild Woodpecker / A Chilly Fashion Model / Speed Demon Mountain
- 10. Niece and Quiet / Chilly Bananas / Surf Crazy
- 11. Birdhounded / Run Chilly, Run Deep / Surviving Woody
- 12. Firehouse Woody / Hogwash Junior / Thrash for Cash
- 13. Miniature Golf Mayhem / A Chilly Cliffhanger / I Know What You Did Last Night

Wybrane odcinki dostępne na kasetach VHS w Polsce:
Woody jedzie na wakacje:
- Hotdogowa wojna/Elektryczny Chilly/Woody i termit
- Fałszywe wakacje/Winnie doświadczalna/Kablówka
- Królewski bunt Wally'ego/Chilly w Meksyku/Woody lunatyk

Szalone sporty:
- Kręglo-Wally/Chilly w telewizji/Cicha strategia
- Z górki na pazurki/Chilly i pstrąg w kapturze/Simulant
- Zapasy/Szkółka narciarska/Szpitalne sztuczki

Dzięciołkowe Święta:
- Dzięciołkowe Święta/Mroźna Gwiazdka/Dobre uczynki
- Pechowa przeprowadzka/Zimne przekąski/Mrówcze manewry
- Bawariowane wakacje/Królewska kucharka/Woody na meczu

## Streszczenia wybranych odcinków
- Fałszywe wakacje

Woody marzy o cudownych wakacjach. Kiedy Buzz dowiaduje się o tym, postanawia zorganizować mu wypoczynek. Przebrany za przedstawiciela biura podróży namawia Woody’ego do zagranicznego wyjazdu – za odpowiednią cenę. Oszukańcze plany Buzza spalają na panewce – a Woody i tak przeżywa wymarzone wakacje.
- Chilly w Meksyku

Nasz przyjaciel, pingwinek Chilly, bardzo chciałby spędzić choć chwilkę, w miejscu, gdzie jest naprawdę ciepło. Gdy dowiaduje się o rejsie do Meksyku, wydaje mu się, że los wreszcie się do niego uśmiechnął. Jest tylko jeden mały problem – Chilly nie ma biletu.
- Z górki na pazurki

Woody uwielbia snowboard, Wally natomiast woli jazdę na nartach. Każdy z nich uważa, że to właśnie jego sport jest najlepszy. Kiedy pewnego dnia przyjaciele dowiadują się o zawodach w zjeździe z wysokiego górskiego szczytu, zakładają się o zwycięstwo. Obserwując Woody’ego na desce i Wally'ego na nartach walczących o pierwsze miejsce, nikt nie mógł się spodziewać, jak wiele zamieszania wprowadzi borsuk na saneczkach.
- Zapasy

Woody uważa, że telewizyjny wrestling to jedno wielkie oszustwo. Mistrz gotów jest walczyć z każdym nowym zawodnikiem – a nagrodą jest 5.000 dolarów. Woody próbuje wszystkich swoich sztuczek, by znaleźć piętę achillesową przeciwnika. Wygraną ma w kieszeni, kiedy wkracza na ring przebrany za mamę mistrza – przecież nikt nie będzie walczył z własną mamą!
- Dzięciołkowe Święta

Prezenty Dzięciołka dla jego przyjaciół zostały skradzione przez dwóch nierozgarniętych spryciarzy Buzza Buzzarda i Tweaky'ego Da Lackeya. Woody wie, że Tweaky jest wielbicielem Świętego Mikołaja, toteż przebiera się za niego aby oszukać złodziejaszki i skłonić ich do oddania prezentów.
- Mroźna Gwiazdka

Nastała najzimniejsza Gwiazdka. Chilly Willy próbuje jakoś temu zaradzić. Postanawia ukryć wór z prezentami Świętego Mikołaja. Wysłany przez niego elf wie, że to Chilly przez pomyłkę zabrał worek. Aby go ukarać (no, może niezbyt zupełnie), Święty Mikołaj ofiarowuje Chilly'emu węgiel zamiast prawdziwego prezentu. No, ale przecież o to chodziło... Chilly może się teraz ogrzać.
- Dobre Uczynki

Woody obawia się, że... może nie dostać na Gwiazdkę żadnego prezentu. Żeby wywrzeć wrażenie na Świętym Mikołaju nagrywa na kasetę wideo wszystkie swoje dobre uczynki. Jego plan nie udaje się, a na domiar złego domy jego sąsiadów ulegają zniszczeniu. Gdy jednak Woody zupełnie bezinteresownie ratuje Świętego Mikołaja, ten w zamian ratuje Gwiazdkę dla wszystkich w sąsiedztwie.

## Międzynarodowa emisja
| Kraj / Region     | Stacja                                                                                  | Tytuł                         |
| ----------------- | --------------------------------------------------------------------------------------- | ----------------------------- |
| Argentyna         | Fox Kids/Jetix Cartoon Network Ameryka Łacińska Boomerang Ameryka Łacińska              | El nuevo show del Pájaro Loco |
| Brazylia          | Fox Kids Boomerang Ameryka Łacińska Cartoon Network Brazylia SBT Rede Record Rede Globo | O Novo Show do Pica-Pau       |
| Bułgaria          | Diema 2                                                                                 | Уди Кълвача                   |
| Chile             | Fox Kids/Jetix Cartoon Network Ameryka Łacińska Boomerang Ameryka Łacińska              | El nuevo show del Pájaro Loco |
| Czechy            | Prima TV Nova TV TV Barrandov                                                           | Datel Woody                   |
| Ekwador           | Fox Kids/Jetix Cartoon Network Ameryka Łacińska Boomerang Ameryka Łacińska              | El nuevo show del Pájaro Loco |
| Filipiny          | Cartoon Network Filipiny                                                                |                               |
| Francja           | Boomerang Francja TF1 Gulli                                                             | Woody Woodpecker              |
| Hiszpania         | Fox Kids Hiszpania Canal Panda Hiszpania                                                | El nuevo show del Pájaro Loco |
| Hongkong          | Cartoon Network Południowo-Wschodnia Azja                                               |                               |
| Indonezja         | Cartoon Network Południowo-Wschodnia Azja Disney Channel Azja                           |                               |
| Izrael            | Channel 2                                                                               |                               |
| Kambodża          | Cartoon Network Południowo-Wschodnia Azja                                               |                               |
| Kanada            | YTV                                                                                     | The New Woody Woodpecker Show |
| Kolumbia          | Fox Kids/Jetix Cartoon Network Ameryka Łacińska Boomerang Ameryka Łacińska              | El nuevo show del Pájaro Loco |
| Korea Południowa  | Cartoon Network Południowo-Wschodnia Azja                                               |                               |
| Portugalia        | SIC TVI SIC K                                                                           | O Pica-Pau                    |
| Korea Północna    | Cartoon Network Południowo-Wschodnia Azja                                               |                               |
| Kostaryka         | Fox Kids/Jetix Cartoon Network Ameryka Łacińska Boomerang Ameryka Łacińska              | El nuevo show del Pájaro Loco |
| Makau             | Cartoon Network Południowo-Wschodnia Azja                                               |                               |
| Malediwy          | Cartoon Network Południowo-Wschodnia Azja                                               |                               |
| Malezja           | Cartoon Network Południowo-Wschodnia Azja TV3                                           |                               |
| Meksyk            | Fox Kids/Jetix Cartoon Network Ameryka Łacińska Boomerang Ameryka Łacińska              | El nuevo show del Pájaro Loco |
| Niemcy            | RTL                                                                                     |                               |
| Peru              | Fox Kids/Jetix Cartoon Network Ameryka Łacińska Boomerang Ameryka Łacińska              | El nuevo show del Pájaro Loco |
| Rosja             | STS Moskwa Domasznij                                                                    | Дятел Вуди                    |
| Singapur          | Cartoon Network Południowo-Wschodnia Azja                                               |                               |
| Sri Lanka         | Cartoon Network Południowo-Wschodnia Azja                                               |                               |
| Stany Zjednoczone | Fox Kids/Jetix Boomerang FOX FoxBox KidsCo ABC Family                                   | The New Woody Woodpecker Show |
| Tajlandia         | Cartoon Network Południowo-Wschodnia Azja                                               |                               |
| Ukraina           | ICTV                                                                                    |                               |
| Wenezuela         | Fox Kids/Jetix Cartoon Network Ameryka Łacińska Boomerang Ameryka Łacińska              | El nuevo show del Pájaro Loco |
| Węgry             | TV2                                                                                     |                               |
| Wielka Brytania   | Fox Kids/Jetix CBBC                                                                     | The New Woody Woodpecker Show |
| Wietnam           | Cartoon Network Południowo-Wschodnia Azja                                               |                               |
| Włochy            | Italia 1 Boomerang Nickelodeon                                                          | Picchiarello                  |

## Aktorzy odgrywający Woody’ego w różnych wersjach językowych
| Kraj              | Imię                   |
| ----------------- | ---------------------- |
| Stany Zjednoczone | Billy West             |
| Ameryka Łacińska  | Juan Alfonso Carralero |
| Brazylia          | Marco Antônio Costa    |
| Rosja             | Natalia Gurzo          |